# Gueberschwihr
Gueberschwihr este o comună în departamentul Haut-Rhin din estul Franței. În 2009 avea o populație de 833 de locuitori.

## Evoluția populației
| An        | 1975 | 1982 | 1990 | 1999 | 2006 | 2009 |
| --------- | ---- | ---- | ---- | ---- | ---- | ---- |
| Populație | 779  | 727  | 703  | 816  | 834  | 833  |

## Monumente
- Biserica Sfântul Pantelimon din Gueberschwihr⁠(fr)[traduceți], cu o campanilă romanică din secolul al XII-lea